# Liste der naturräumlichen Einheiten im Eichsfeld
Das Eichsfeld weist geologisch eine relativ einfache Struktur auf, es ist hauptsächlich geprägt von der Formation der Trias mit den Gesteinsarten des Buntsandsteins und des Muschelkalkes. Mit seinen Erhebungen und seinen Tälern findet man dennoch vielfältige Landschaftsformen vor, die sich als Grenzgebiet nicht nur territorial, sondern auch naturräumlich auf die drei großen Naturräumen des Thüringer Beckens, des Osthessischen Berglandes und des Weser-Leine-Berglandes aufteilen.
Für die naturräumliche Einordnung stehen verschiedene Gliederungssysteme zur Verfügung:
- eine bundesweit geltende, sehr feingliedrige Einteilung nach dem Handbuch der naturräumlichen Gliederung Deutschlands aus den 50er Jahren
- Einteilung nach dem BfN mit einzelnen Landschaftssteckbriefen in Anlehnung an das Handbuch
- für den thüringischen Anteil die Einteilung nach TLUG

## Gliederung nach dem Handbuch

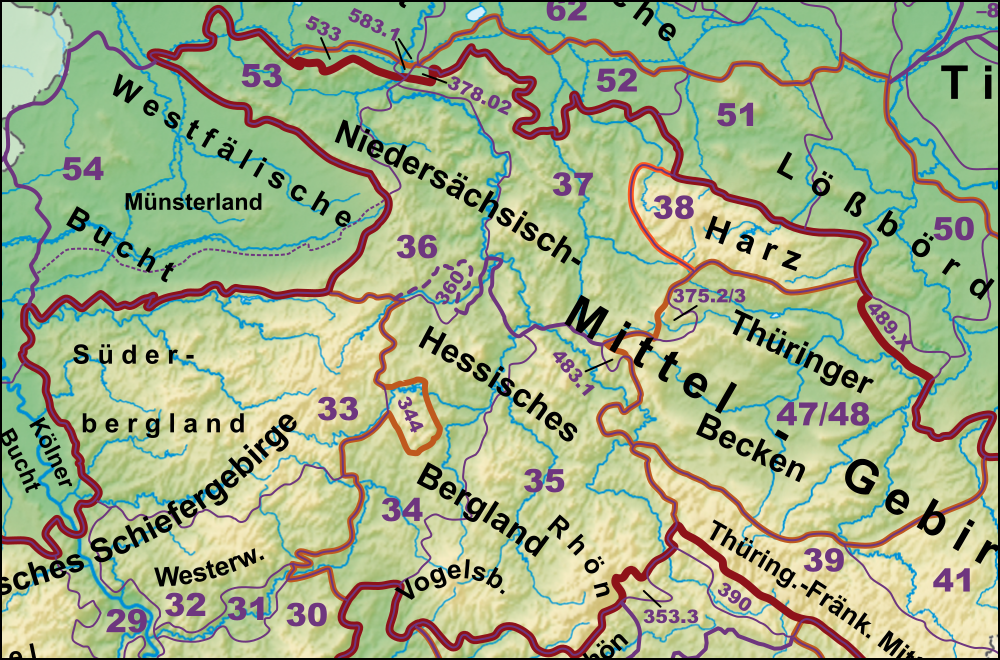
Haupteinheiten der nördlichen Mittelgebirge mit dem Eichsfeld in der Mitte

Das Eichsfeld liegt zwischen dem Harz, Thüringer Wald und der Werra als Teil der Mittelgebirgsschwelle Deutschlands:    
- Niedersächsisch-Hessisches Bergland
  - Niedersächsisches Bergland (mit Weser- und Leine-Bergland) (D36)
    - 37 Weser-Leine-Bergland

  - Hessisches Bergland
    - 35 Osthessisches Bergland (D47)
- Thüringer Becken 
  - 47/48 Thüringer Becken (mit Randplatten) (D18)

Die Landschaft des Eichsfeldes gliedert sich nach dem Handbuch wie folgt, wobei nach neueren Einteilungen die westlich der Eichenberg–Gotha–Saalfelder Störungszone (Gobert u. a.) gelegenen Gebiete dem Werrabergland zugerechnet werden:
- (zu 35 Osthessisches Bergland)
  - zu 358 Unteres Werrabergland

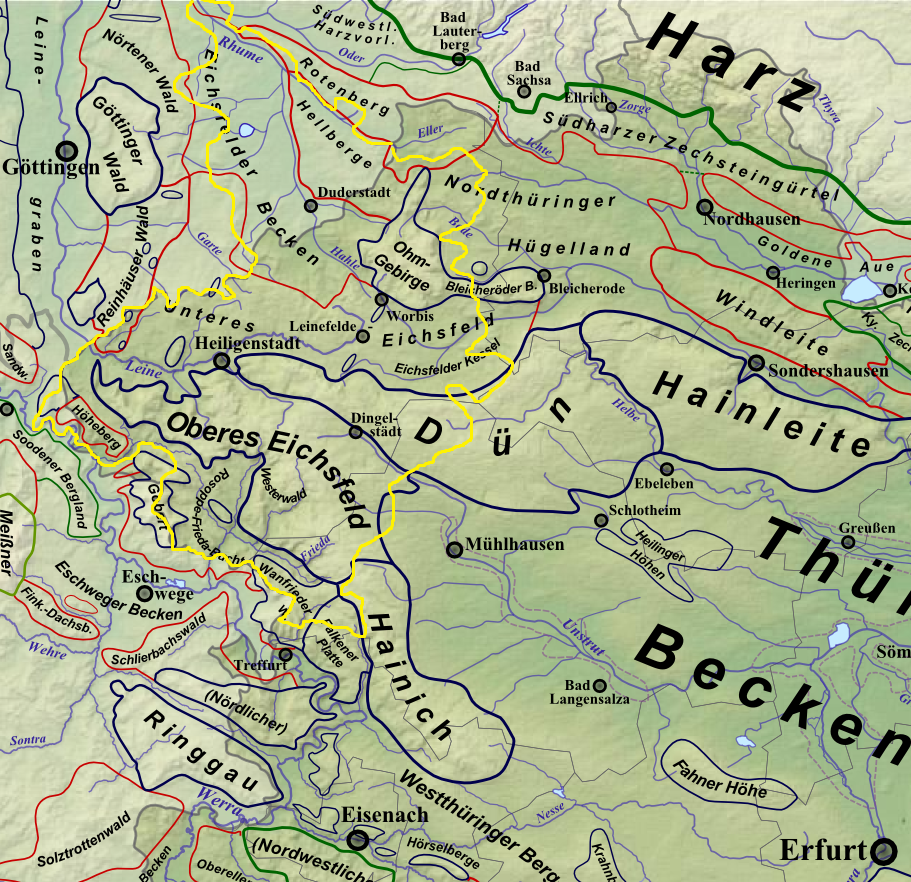
Landschaften des Eichsfeldes (gelb eingerahmt)

    - 358.3 Sooden-Allendorfer Werratal
      - 358.31 Allendorfer Weitung*
      - 358.32 Lindewerra-Werleshäuser Schlingen

    - 358.5 Rosoppe-Frieda-Bucht
      - 358.50 Rosoppe-Frieda-Hügelland
      - 358.51 Misseröder Kalkrücken

    - 358.6 Höheberg
    - 358.7 Fretteröder Keupersenke
    - 358.8 Neuseesen-Werleshäuser Höhen
- (zu 37 Weser-Leine-Bergland)
  - zu 372 Leine-Ilme-Senke) 
    - 372.7 Oberer Leinegraben
      - 372.70 Eichenberg-Hohenganderner Hänge und Keuperhügel (Westflügel)
      - 372.71 Niederganderner Leineaue
      - 372.72 Kirchganderner Hänge (Ostflügel)

  - zu 373 Göttingen-Northeimer Wald
    - 373.0 Nörtener Wald*
    - 373.2 Reinhäuser Wald*

  - zu 374 Eichsfelder Becken
    - 374.0 Lindauer Becken
    - 374.1 Seeburger Becken
    - 374.2 Duderstädter Becken
    - 374.3  Duderstädter Bergland[3]
      - 374.30 Hellberge
      - 374.31 Bischofferoder Bergland
      - 374.32 Krantberg

    - 374.4 Rhume-Eller-Aue[4] (Rhume-Aue[5])
    - 374.5 Rhumebergland[6]
      - 374.50 Rotenberg*
      - 374.51 Silkeroder Hügelland*

  - zu 375 Unteres Eichsfeld
    - 375.0 Becken von Sattenhausen*
    - 375.1 Eichsfelder Hügelland
      - 375.10 „Zeugenberge“[7] (Wessen/Steinberg/Dietzenberg)
      - 375.11 „Zeugenberge“[7] (Hopfenberg bei Weißenborn)

    - 375.X Eichsfelder Kessel
    - 375.2 Ohmgebirge und Bleicheröder Berge

  - zu 376 Südwestliches Harzvorland
    - 376.2 Südwestliches Harzvorland im engeren Sinne
      - 376.23 Schotterfluren der Rhume, Oder und Sieber*
- (zu 47/48 Thüringer Becken (mit Randplatten)
  - zu 482 Thüringer Becken*
  - zu 483 Ringgau–Hainich–Obereichsfeld–Dün–Hainleite
    - 483.0 Dün und Hainleite
      - Dün

    - 483.1 Allendorfer Wald
      - 483.10 Gobert
      - 483.11 Weidenbach-Mackenröder Senke

    - 483.2 Westliches Obereichsfeld
      - 483.20 Kalteneberer Stufenrandbereich
      - 483.21 Oberes Friedatalgebiet
      - 483.22 Wanfrieder Werrahöhen

    - 483.3 Östliches Obereichsfeld
    - 483.5 Hainich
      - 483.50 Hoher Hainich*
      - 483.51 Grundbachtal*
      - 483.52 Falkener Platte*

  - zu 484 Nordthüringer Hügelland*

Die Zugehörigkeit des Eichsfeldes zu den einzelnen Naturräumen ist sehr unterschiedlich ausgeprägt und reicht von nur minimal am Randbereich liegenden Anteilen (mit einem Sternchen * versehene Landschaften), etwa einem hälftigen Gebietsanteil (Gobert, Dün u. a.) bis zum komplett im Eichsfeld gelegenen Landschaften (Höheberg, Hellberge, Oberes Friedatalgebiet).   

## Gliederung nach BfN
In den Jahren 1990er Jahren wurde im Auftrage des BfN die Haupteinheitengruppen überarbeitet und neu geordnet. Daneben wurden in Anlehnung an das Handbuch für die einzelnen Landschaften und Naturräume Landschaftssteckbriefe erstellt.

## Einteilung nach TLUG
Die Thüringer Landesanstalt für Umwelt und Geologie (TLUG) verfügt für die thüringischen Landschaftsteile über ein etwas gröberes, nur landesweit einteilendes naturräumliches System (Die Naturräume Thüringens), innerhalb dessen das Eichsfeld sich auf folgende Naturräume verteilt:
- 2 Buntsandstein-Hügelländer
  - 2.1 Nordthüringer Buntsandsteinland
- 3 Muschelkalk-Platten und -Bergländer
  - 3.1 Ohmgebirge–Bleicheröder Berge
  - 3.2 Hainich–Dün–Hainleite
  - 3.3 Werrabergland–Hörselberge
- 5 Ackerhügelländer
  - 5.1 Innerthüringer Ackerhügelland